# 徳庵駅
徳庵駅（とくあんえき）は、大阪府東大阪市稲田上町1丁目にある、西日本旅客鉄道（JR西日本）・日本貨物鉄道（JR貨物）片町線（学研都市線）の駅である。駅番号はJR-H38。
駅のすぐ西側の商店街（道路の西側）は大阪市鶴見区であり、駅名も同区の地名に由来する。

## 歴史
- 1895年（明治28年）8月22日：浪速鉄道の四条畷駅 - 片町駅間開通と同時に開業[1]。
- 1897年（明治30年）2月9日：浪速鉄道が関西鉄道に路線譲渡。当駅も同社へ移管。
- 1907年（明治40年）10月1日：関西鉄道が国有化[1]。官営鉄道の駅となる。
- 1909年（明治42年）10月12日：線路名称制定。桜ノ宮線の所属となる。
- 1913年（大正2年）11月15日：線路名称改定。桜ノ宮線が片町線に編入され、当駅もその所属に変更。
- 1981年（昭和56年）：駅舎を橋上化。従前より有った跨線橋を改修した物で、西口は大阪市鶴見区、東口は東大阪市が、設置費用を負担した。
- 1987年（昭和62年）4月1日：国鉄分割民営化により、西日本旅客鉄道（JR西日本）、日本貨物鉄道（JR貨物）に承継[1]。
- 1988年（昭和63年）3月13日：路線愛称の制定により、「学研都市線」の愛称を使用開始。
- 1992年（平成4年）11月1日：みどりの窓口営業開始。
- 1997年（平成9年）3月8日：Jスルーを導入[2]。
- 2003年（平成15年）11月1日：ICOCAのサービス供用開始。
- 2006年（平成18年）：西口に有料の駐輪所を設置。
- 2008年（平成20年）3月15日：四条畷駅の被管理駅から、放出駅の被管理駅に変更。
- 2011年（平成23年）
  - 3月8日：JR宝塚・JR東西・学研都市線運行管理システム導入。接近メロディ導入。
  - 3月26日：エレベーター・多目的トイレが使用を開始。
- 2018年（平成30年）3月17日：駅ナンバリングが導入され、使用を開始。
  - 11月30日：みどりの窓口の営業を終了。
  - 12月1日：みどりの券売機プラスの営業を開始。
- 2022年（令和4年）：東出口にエレベーター設置工事、天井の耐震化工事を開始。

## 駅構造
単式ホーム1面1線と島式ホーム1面2線、合計2面3線のホームを持つ地上駅で、橋上駅舎を有する。2・3番のりばが島式である。ホーム有効長は、1・2番線は8両編成分、3番線は8号車部分が非常用スロープであるため、7両編成までに留まっている。
1番のりばが上り本線、2番のりばが下り本線、3番のりばが下り副本線である。ただし旅客列車が主に停車するのは1番のりばと2番のりばである。3番のりばは回送列車およびダイヤが乱れた場合に京橋方面への折り返し列車が停車する他、同じくダイヤが乱れた場合に四条畷方面からの普通列車が当駅で快速列車の通過待ちに使われるのみである。駅の近くに立地する近畿車輛で製造された車両の試運転やディーゼル車の回送の場合は、3番のりばが使われる場合もある。そのため、3番のりばには両方向から入線できる設備を有する。
直営駅（放出駅の被管理駅）かつICOCA利用可能駅（相互利用可能ICカードはICOCAの項を参照）。
バリアフリー化の一環として、2011年3月26日にエレベーターと多目的トイレが設置された。

### のりば
| のりば | 路線       | 方向       | 行先                   |
| ------ | ---------- | ---------- | ---------------------- |
| 1      | 学研都市線 | 上り       | 四条畷・同志社前方面   |
| 2      | 学研都市線 | 下り       | 京橋・北新地・尼崎方面 |
| 3      | （臨時用） | （臨時用） | （臨時用）             |

- 上表の路線名は旅客案内上の名称（愛称）で表記している。

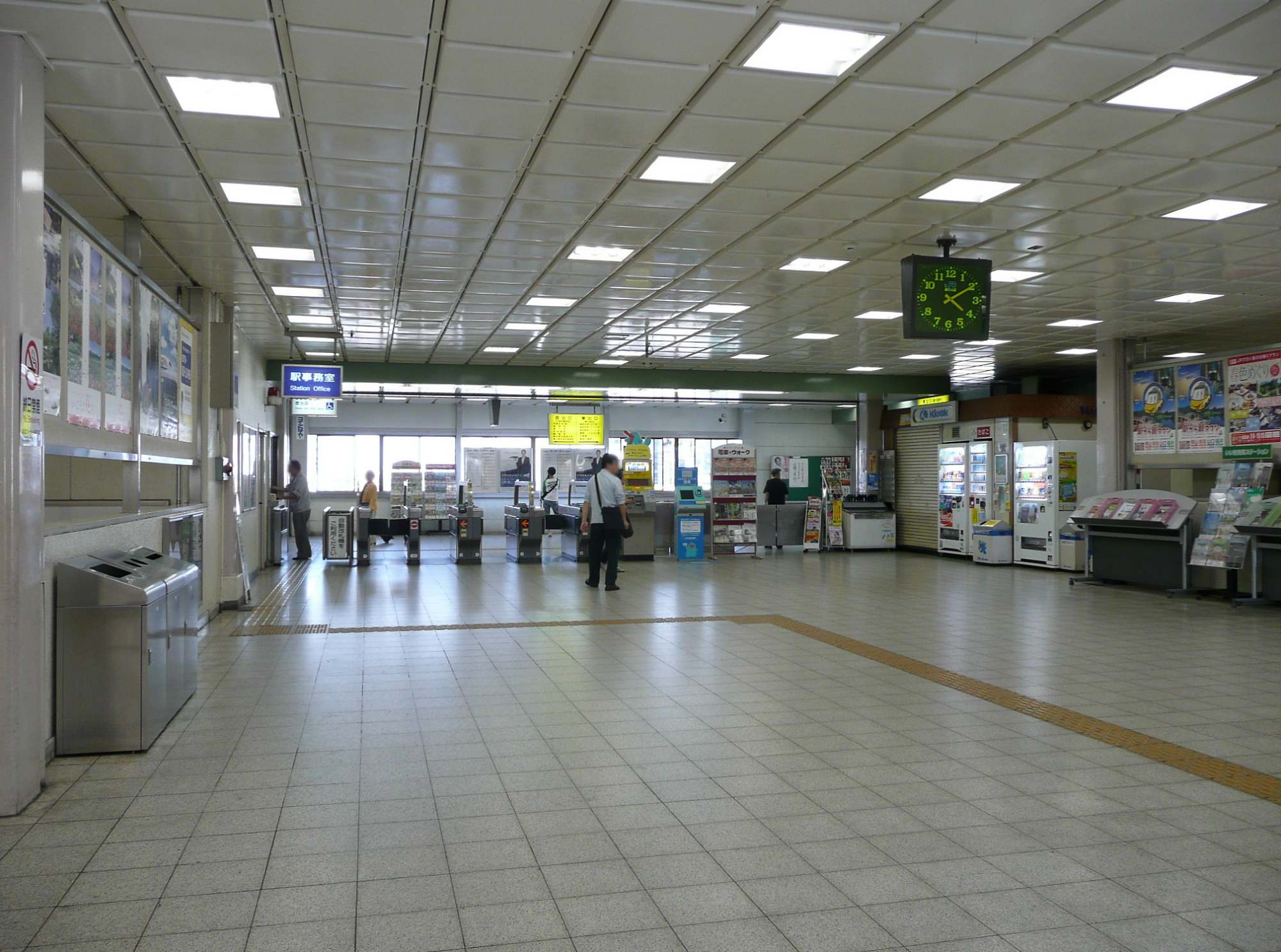
改札口付近（2008年5月）
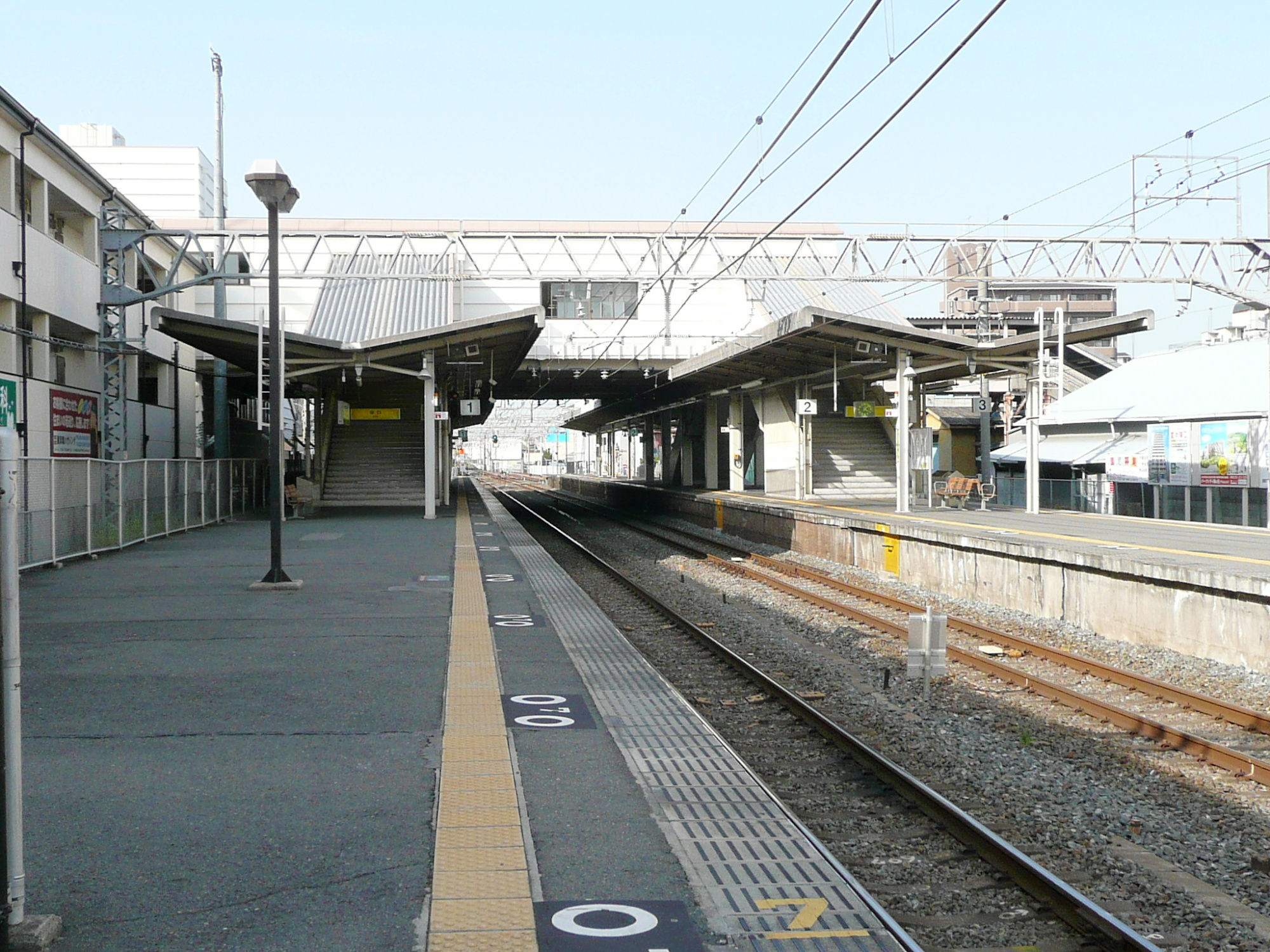
ホーム（2008年5月）

## 利用状況
2023年（令和5年）度の一日平均乗車人員は9,578人である。
各年度の1日の平均乗車人員は以下の通りである。
| 年度               | 1日平均 乗車人員 | 出典          |
| ------------------ | ---------------- | ------------- |
| 1988年（昭和63年） | 12,322           | [ 大阪府 1 ]  |
| 1989年（平成元年） | 12,378           | [ 大阪府 1 ]  |
| 1990年（平成02年） | 12,405           | [ 大阪府 2 ]  |
| 1991年（平成03年） | 12,394           | [ 大阪府 3 ]  |
| 1992年（平成04年） | 12,429           | [ 大阪府 4 ]  |
| 1993年（平成05年） | 12,560           | [ 大阪府 5 ]  |
| 1994年（平成06年） | 12,229           | [ 大阪府 6 ]  |
| 1995年（平成07年） | 12,416           | [ 大阪府 7 ]  |
| 1996年（平成08年） | 12,630           | [ 大阪府 8 ]  |
| 1997年（平成09年） | 12,349           | [ 大阪府 9 ]  |
| 1998年（平成10年） | 11,934           | [ 大阪府 10 ] |
| 1999年（平成11年） | 11,660           | [ 大阪府 11 ] |
| 2000年（平成12年） | 11,298           | [ 大阪府 12 ] |
| 2001年（平成13年） | 11,160           | [ 大阪府 13 ] |
| 2002年（平成14年） | 10,762           | [ 大阪府 14 ] |
| 2003年（平成15年） | 10,908           | [ 大阪府 15 ] |
| 2004年（平成16年） | 10,766           | [ 大阪府 16 ] |
| 2005年（平成17年） | 10,776           | [ 大阪府 17 ] |
| 2006年（平成18年） | 10,772           | [ 大阪府 18 ] |
| 2007年（平成19年） | 10,554           | [ 大阪府 19 ] |
| 2008年（平成20年） | 10,395           | [ 大阪府 20 ] |
| 2009年（平成21年） | 10,222           | [ 大阪府 21 ] |
| 2010年（平成22年） | 10,284           | [ 大阪府 22 ] |
| 2011年（平成23年） | 10,037           | [ 大阪府 23 ] |
| 2012年（平成24年） | 9,992            | [ 大阪府 24 ] |
| 2013年（平成25年） | 10,049           | [ 大阪府 25 ] |
| 2014年（平成26年） | 10,113           | [ 大阪府 26 ] |
| 2015年（平成27年） | 10,380           | [ 大阪府 27 ] |
| 2016年（平成28年） | 10,465           | [ 大阪府 28 ] |
| 2017年（平成29年） | 10,518           | [ 大阪府 29 ] |
| 2018年（平成30年） | 10,530           | [ 大阪府 30 ] |
| 2019年（令和元年） | 10,679           | [ 大阪府 31 ] |
| 2020年（令和02年） | 8,943            | [ 大阪府 32 ] |
| 2021年（令和03年） | 9,053            | [ 大阪府 33 ] |
| 2022年（令和04年） | 9,366            | [ 大阪府 34 ] |
| 2023年（令和05年） | 9,578            | [ 大阪府 35 ] |

## 駅周辺
2024年9月以降、駅前ロータリーに路線バスは乗り入れていない。大阪シティバスには「徳庵駅口」という停留所があるが、駅西口から少々離れて設置されている。路線は天満橋から鶴見区焼野を結ぶ46号系統が乗り入れている。
- 今津比枝神社
- 大阪市立今津小学校

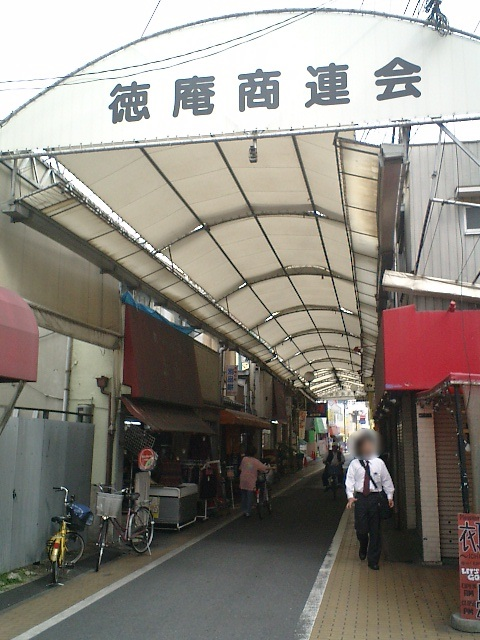
徳庵商連会
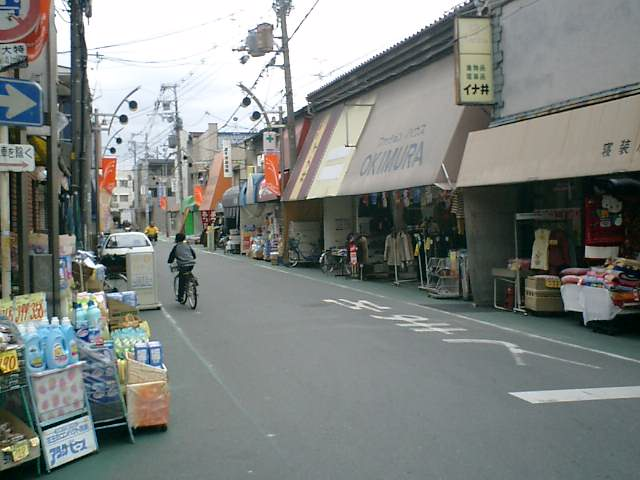
稲田商店街（稲田プラスロード）
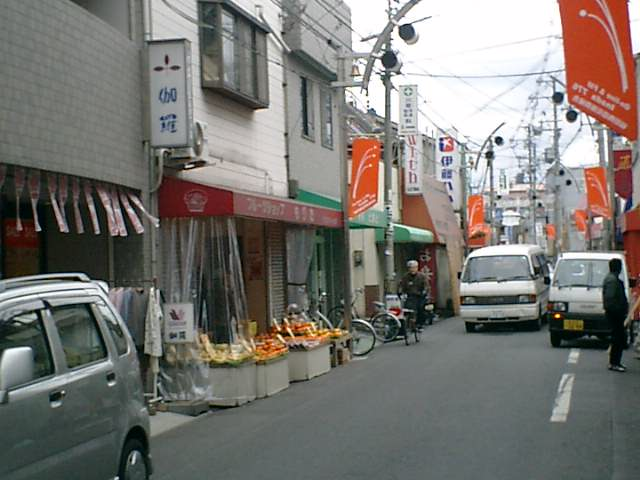
稲田プラスロード2

- コノミヤ 徳庵店
- フレスポ東大阪
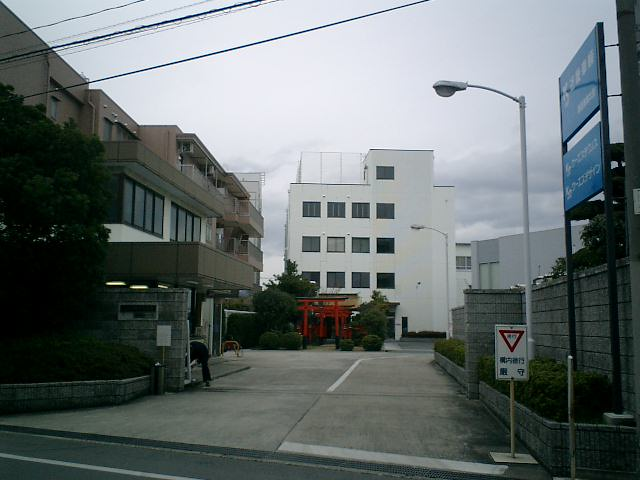
近畿車輛本社・車両製作所
- イチネンケミカルズ大阪支店

- 徳庵商連会
- 稲田プラスロード1
- 稲田プラスロード2
- 近畿車輛本社

## 隣の駅
西日本旅客鉄道（JR西日本）
 学研都市線（片町線）
■快速・■区間快速
通過
■普通
鴻池新田駅 (JR-H37) - 徳庵駅 (JR-H38) - 放出駅 (JR-H39)

### 本文中の出典
1. 1 2 3 4  石野哲 編『停車場変遷大事典 国鉄・JR編 Ⅱ』（初版）JTB、1998年10月1日、356頁。ISBN 978-4-533-02980-6。
2. ↑  「JR年表」『JR気動車客車編成表 '97年版』ジェー・アール・アール、1997年7月1日、187頁。ISBN 4-88283-118-X。
3. 1 2  “徳庵駅｜構内図：JRおでかけネット”.   西日本旅客鉄道. 2023年1月25日閲覧。

### 利用状況の出典
1. ↑  大阪府統計年鑑 - 大阪府
2. ↑  東大阪市統計書

#### 大阪府統計年鑑
1. 1 2  大阪府統計年鑑（平成2年） (PDF)
2. ↑  大阪府統計年鑑（平成3年） (PDF)
3. ↑  大阪府統計年鑑（平成4年） (PDF)
4. ↑  大阪府統計年鑑（平成5年） (PDF)
5. ↑  大阪府統計年鑑（平成6年） (PDF)
6. ↑  大阪府統計年鑑（平成7年） (PDF)
7. ↑  大阪府統計年鑑（平成8年） (PDF)
8. ↑  大阪府統計年鑑（平成9年） (PDF)
9. ↑  大阪府統計年鑑（平成10年） (PDF)
10. ↑  大阪府統計年鑑（平成11年） (PDF)
11. ↑  大阪府統計年鑑（平成12年） (PDF)
12. ↑  大阪府統計年鑑（平成13年） (PDF)
13. ↑  大阪府統計年鑑（平成14年） (PDF)
14. ↑  大阪府統計年鑑（平成15年） (PDF)
15. ↑  大阪府統計年鑑（平成16年） (PDF)
16. ↑  大阪府統計年鑑（平成17年） (PDF)
17. ↑  大阪府統計年鑑（平成18年） (PDF)
18. ↑  大阪府統計年鑑（平成19年） (PDF)
19. ↑  大阪府統計年鑑（平成20年） (PDF)
20. ↑  大阪府統計年鑑（平成21年） (PDF)
21. ↑  大阪府統計年鑑（平成22年） (PDF)
22. ↑  大阪府統計年鑑（平成23年） (PDF)
23. ↑  大阪府統計年鑑（平成24年） (PDF)
24. ↑  大阪府統計年鑑（平成25年） (PDF)
25. ↑  大阪府統計年鑑（平成26年） (PDF)
26. ↑  大阪府統計年鑑（平成27年） (PDF)
27. ↑  大阪府統計年鑑（平成28年） (PDF)
28. ↑  大阪府統計年鑑（平成29年） (PDF)
29. ↑  大阪府統計年鑑（平成30年） (PDF)
30. ↑  大阪府統計年鑑（令和元年） (PDF)
31. ↑  大阪府統計年鑑（令和2年） (PDF)
32. ↑  大阪府統計年鑑（令和3年） (PDF)
33. ↑  大阪府統計年鑑（令和4年） (PDF)
34. ↑  大阪府統計年鑑（令和5年） (PDF)
35. ↑  大阪府統計年鑑（令和6年） (PDF)